# Паралельна дія
Паралельна дія, Паралельний монтаж — метод монтажу фільму та техніка наративної розповіді, що складається з переплетення двох серій кадрів, що зображують дві ситуації або дії, що відбуваються одночасно, але в різних місцях. Зазвичай обидві ситуації врешті-решт переплітаються і отримують рішення в тому самому місці і часі. Це один із найдавніших методів редагування і водночас один із найпопулярніших методів розповіді у фільмі.